# Aparecida do Taboado (kommun)
Aparecida do Taboado är en kommun i Brasilien.   Den ligger i delstaten Mato Grosso do Sul, i den södra delen av landet, 600 km sydväst om huvudstaden Brasília. Antalet invånare är 22 305.
Följande samhällen finns i Aparecida do Taboado:
- Aparecida do Taboado

Omgivningarna runt Aparecida do Taboado är en mosaik av jordbruksmark och naturlig växtlighet. Runt Aparecida do Taboado är det glesbefolkat, med 8 invånare per kvadratkilometer.